# 多伯绍-高西希
多伯绍-高西希（德語：Doberschau-Gaußig）是德国萨克森州的市镇，隶属于包岑县。总面积为40.48平方千米，截至2023年12月31日总人口为4,195人。